# Португальська Вікіпедія
Португальська Вікіпедія (порт. Wikipédia lusófona) — розділ Вікіпедії португальською мовою, створений у червні 2001 року (п'ятий за ліком національний розділ Вікіпедії). Істотне зростання кількості статей спостерігається з кінця 2004 року. У травні 2004 року португальський розділ Вікіпедії за кількістю статей посідав лише 17-те місце, а вже в травні 2005 випередив іспанський та італійський розділи. 26 січня 2006 року кількість статей у португальській Вікіпедії досягла 100 тисяч.

## Статистика
Станом на 26 березня 2025 року португальський розділ Вікіпедії містить 1 145 797 статей, перебуваючи за цим показником на 18-му місці серед усіх мовних розділів Вікіпедії, поступившись 18 лютого 2018 року своїм попереднім місцем китайській Вікіпедії, 22 листопада 2019 року — арабській, 11 серпня 2020 року — єгипетській арабській, а 15 вересня 2020 року — українській Вікіпедії. Загалом у розділі зареєстровано 3 205 105 користувачів, з них 8607 зробили яку-небудь дію за останні 30 днів, а 52 користувачі має статус адміністратора. Загальна кількість редагувань становить 69 614 966 — десятий показник серед усіх розділів.

## Особливості
Статті в португальській Вікіпедії не уніфіковані за мовою, трапляються незначні коливання в орфографії, лексиці та граматиці, характерні для європейського (pt-pt) та бразильського (pt-br) варіантів португальської мови. 2005 року обговорювалося питання про виділення бразильської версії, але пропозицію було відхилено.

## Історія

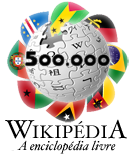
Ювілейний логотип з нагоди 500 000-ї статті

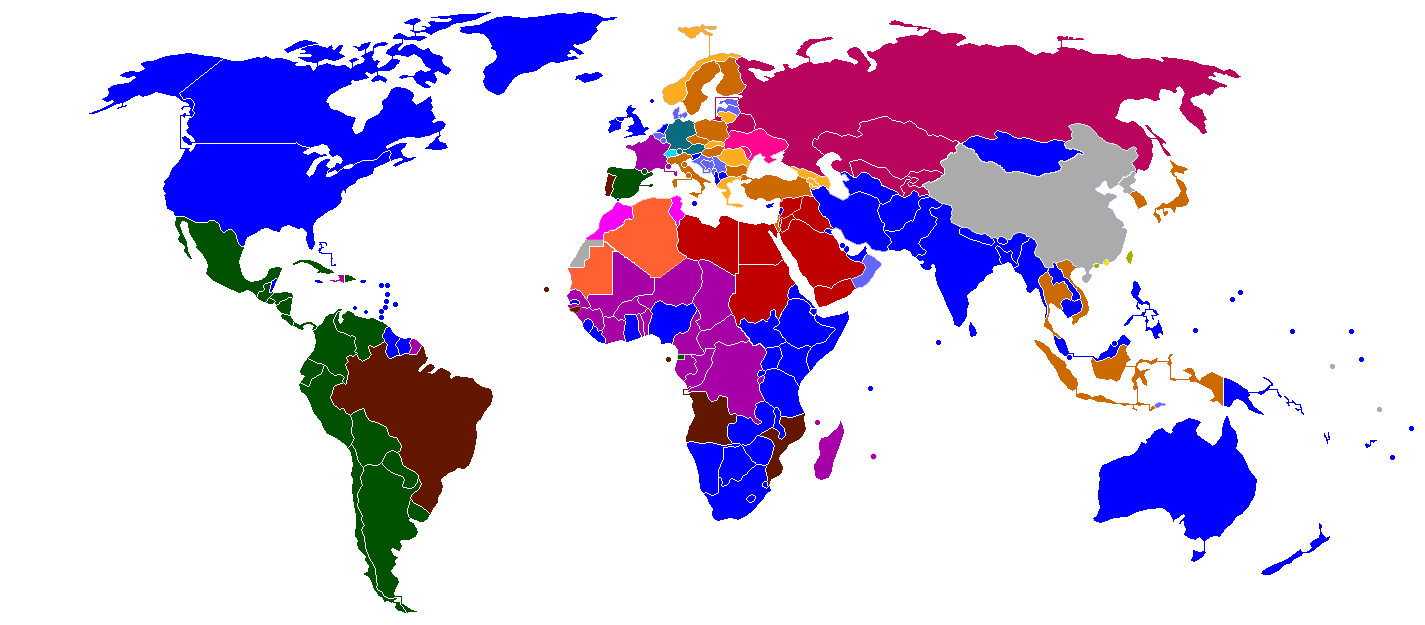
Домінування різних мовних розділів вікіпедії за відвідуваністю в країнах світу.
Синім кольором позначено англійську вікіпедію, зеленим — іспанську, фіолетовим — французьку, червоним — російську, коричневим — португальську, блакитним — німецьку, жовтим — китайську, помаранчевим — інші (домінують, як правило, в одній країні)
Світлим кольором позначено країни, у яких відвідуваність даного розділу становить менше 50 % відвідуваності всіх розділів вікіпедії.

- Травень 2004 року — 17-те місце за кількістю статей.
- 26 січня 2006 року — кількість статей досягла 100 тисяч.
- 29 листопада 2006 року — написана 200 000-на стаття.
- 10 жовтня 2007 року — написана 300 000-на стаття.
- 22 червня 2008 року — написана 400 000-на стаття.
- 5 липня 2009 року іспанський розділ випередив за кількістю статей португальський, ставши таким чином восьмим, а португальський — дев'ятим.
- 12 серпня 2009 року — написана 500 000-на стаття.
- 18 серпня 2010 року — написана 600 000-на стаття (Lecionário 136).
- 9 жовтня 2011 року — написана 700 000-на стаття (Avenida da Capital).
- 2 жовтня 2013 року — написана 800 000-на стаття.
- 27 грудня 2015 року — написана 900 000-на стаття.
- 26 червня 2018 — написана 1 000 000-на стаття.
- 15 вересня 2020 року український розділ Вікіпедії випередив за кількістю статей португальський, ставши таким чином сімнадцятим, відтіснивши португальський на вісімнадцяте місце.
- 4 жовтня 2020 року стала першою Вікіпедією, яка для боротьби проти вандалізму закрила доступ на редагування від незареєстрованих користувачів (IP-адреси).